# Santa Oda
Santa Oda (Scozia, 680 – 726) fu una pellegrina scozzese che la Chiesa cattolica venera come santa e ricorda il 23 ottobre.

## Biografia
Nata cieca fu mandata dal padre in pellegrinaggio a Liegi a visitare le reliquie di san Lamberto, in cerca di guarigione; secondo quanto riportato nella Vita di San Lamberto, mentre pregava sulla tomba del santo, riacquistò la vista. Tornata in Scozia, giurò di dedicare la sua vita a Dio e poi fuggì di casa perché il padre voleva che si sposasse. 
Dopo un pellegrinaggio a Roma e Monte Sant'Angelo sul Gargano, ritornò al nord e pregò in vari villaggi nei Paesi Bassi e in Belgio. Disturbata da gazze nella sua preghiera, fuggì nella foresta, oggi nota come Sint Oedenrode nei Paesi Bassi.
Per proteggere il suo rifugio dalle intemperie e per nascondersi dalla vista del mondo, piantò degli arbusti che il giorno dopo si trasformarono in una fitta siepe. 
Il padre la cercò e, come nella vicenda di santa Dymphna, il suo rifugio fu scoperto a causa del suo uso di monete scozzesi. Quando egli tentò di avvicinarsi al suo rifugio, le gazze gli volarono sopra ripetutamente costringendolo a rinunciare e tornare in Scozia senza di lei.

## Culto
Santa Oda viene invocata per essere sollevati dal dolore agli occhi e da malattie legate alla testa.
Frammenti del teschio e dei denti di santa Oda sono conservati nella Chiesa di San Martino a Sint Oedenrode. 
Diverse statue e dipinti sono in una cappella a lei dedicata nel giardino della chiesa.
Di solito è rappresentata mentre indossa un lungo vestito blu con una spalla scoperta, un bastone o un libro (simboli della guarigione dalla cecità). Viene sempre rappresentata con una gazza sulla mano e una corona sotto i piedi (simboli del rifiuto del regno terreno di suo padre).